# Lambuh, Haskovo
Lambuh (în bulgară Ламбух) este un sat în comuna Ivailovgrad, regiunea Haskovo,  Bulgaria. 

## Demografie
Componența etnică a satului Lambuh
     Bulgari (84,61%)
     Turci (15,38%)
     Nicio identificare (0%)
     Altele (0%)
La recensământul din 2011, populația satului Lambuh era de 26 locuitori. Din punct de vedere etnic, majoritatea locuitorilor (84,61%) erau bulgari, cu o minoritate de turci (15,38%). Pentru 0% din locuitori nu este cunoscută apartenența etnică.